# АЕК (Ларнака)
«АЕК» (грец. Αθλητική Έvωση Κίτιον) — кіпріотський футбольний клуб із Ларнаки, що виник 1994 року після злиття клубів «ЕПА» та «Пезопорікос». Виступає у найвищому дивізіоні Кіпру. Крім футбольної команди, клуб має також баскетбольну чоловічу та жіночу волейбольну команди.
На емблемі клубу зображено адмірала Кімона, що загинув, захищаючи Кітіон (тепер Ларнака) у великій битві за Кіпр проти персів бл. 450 року до н. е. Він наказав своїм офіцерам, у випадку його смерті, зберігати цей факт у таємниці. Вислів «Και Νεκρος Ενικα» («Навіть мертвий він переміг») стосується Кімона.

## Досягнення
Кубок Кіпру

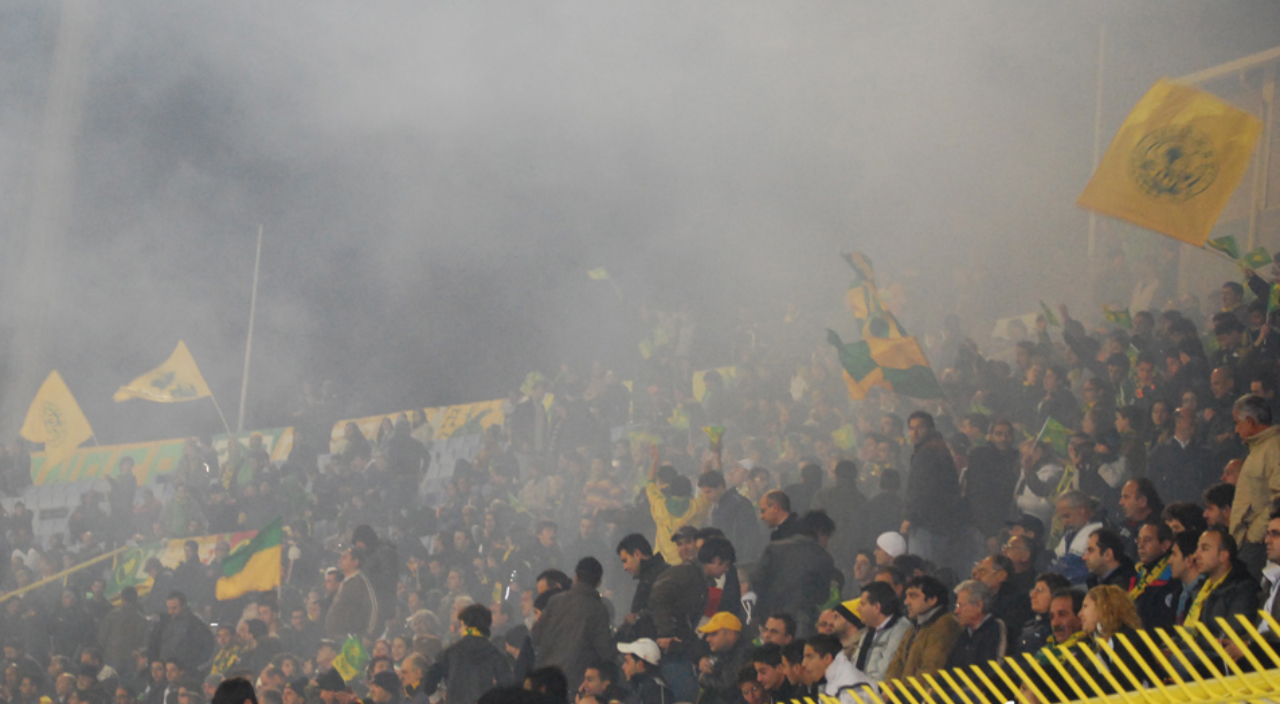
Вболівальники команди

- Володар кубка 3): 2004, 2018, 2025
- Фіналіст (2): 1996, 2006

Суперкубок Кіпру
- Володар кубка (1): 2018
- Фіналіст (2): 1996, 2004

## Склад
Станом на 1 серпня 2022 
| №  | Поз. | Нац.                 | Гравець                |
| -- | ---- | -------------------- | ---------------------- |
| 1  | ВР   | Сербія               | Златан Аломерович      |
| 7  | ПЗ   | Португалія           | Луїш Густаву           |
| 9  | НП   | Іспанія              | Фран Соль              |
| 10 | НП   | Північна Македонія   | Іван Тричковський (к.) |
| 11 | НП   | Франція              | Імад Фараж             |
| 12 | НП   | Португалія           | Рафаел Лопеш           |
| 13 | ВР   | Кіпр                 | Деметріс Стиліанідес   |
| 14 | ЗХ   | Іспанія              | Анхель Гарсія          |
| 15 | ЗХ   | Боснія і Герцеговина | Хрвоє Миличевич        |
| 16 | ЗХ   | Венесуела            | Роберто Росалес        |

| №  | Поз. | Нац.     | Гравець                               |
| -- | ---- | -------- | ------------------------------------- |
| 19 | НП   | Нігерія  | Віктор Олатунджі                      |
| 21 | ЗХ   | Кіпр     | Нікос Енглезу                         |
| 22 | НП   | Кіпр     | Теодосіс С'ятас                       |
| 24 | ЗХ   | Кіпр     | Кіпрос Хрістофору                     |
| 26 | ПЗ   | Кіпр     | Антоніс Мартіс                        |
| 29 | ПЗ   | Кіпр     | Гіоргос Наум                          |
| 30 | ЗХ   | Кіпр     | Генрі Бейтс Андреу                    |
| 31 | ВР   | Сербія   | Милош Гордич (оренда з Црвени Звезди) |
| 35 | ЗХ   | Кіпр     | Павлос Хараламбус                     |
| 38 | ВР   | Кіпр     | Іоакім Тумпас                         |
| 45 | НП   | Угорщина | Адам Дюрчо                            |
| 51 | НП   | Ізраїль  | Омрі Альтман                          |
| 66 | ПЗ   | Кіпр     | Рафаїл Мамас                          |
| 78 | ВР   | Кіпр     | Андреас Параскевас                    |

## Виступи в єврокубках
| Сезон   | Змагання                    | Раунд                        | Клуб                | Вдома | На виїзді | В сукупності |  |
| ------- | --------------------------- | ---------------------------- | ------------------- | ----- | --------- | ------------ |  |
| 1996–97 | Кубок володарів кубків УЄФА | Кваліфікаційний раунд        | Котайк              | 5–0   | 0–1       | 5–1          |  |
| 1996–97 | Кубок володарів кубків УЄФА | Перший раунд                 | Барселона           | 0–0   | 0–2       | 0–2          |  |
| 2004–05 | Кубок УЄФА                  | Другий кваліфікаційний раунд | Маккабі Петах-Тіква | 3–0   | 0–4       | 3–4          |  |
| 2011–12 | Ліга Європи                 | Другий кваліфікаційний раунд | Флоріана            | 1–0   | 8–0       | 9–0          |  |
| 2011–12 | Ліга Європи                 | Третій кваліфікаційний раунд | Млада Болеслав      | 3–0   | 2–2       | 5–2          |  |
| 2011–12 | Ліга Європи                 | Плей-оф раунд                | Русенборг           | 2–1   | 0–0       | 2–1          |  |
| 2011–12 | Ліга Європи                 | Груповий етап (J)            | Маккабі Хайфа       | 2–1   | 0–1       | 4-те місце   |  |
| 2011–12 | Ліга Європи                 | Груповий етап (J)            | Стяуа               | 1–1   | 1–3       | 4-те місце   |  |
| 2011–12 | Ліга Європи                 | Груповий етап (J)            | Шальке              | 0–5   | 0–0       | 4-те місце   |  |
| 2015–16 | Ліга Європи                 | Третій кваліфікаційний раунд | Бордо               | 0–1   | 0–3       | 0–4          |  |
| 2016–17 | Ліга Європи                 | Перший кваліфікаційний раунд | Фольгоре Фальчано   | 3–0   | 3–1       | 6–1          |  |
| 2016–17 | Ліга Європи                 | Другий кваліфікаційний раунд | Кліфтонвілль        | 2–0   | 3–2       | 5–2          |  |
| 2016–17 | Ліга Європи                 | Третій кваліфікаційний раунд | Спартак Москва      | 1–1   | 1–0       | 2–1          |  |
| 2016–17 | Ліга Європи                 | Плей-оф раунд                | Слован Ліберець     | 0–1   | 0–3       | 0–4          |  |
| 2017–18 | Ліга Європи                 | Перший кваліфікаційний раунд | Лінкольн Ред Імпс   | 5–0   | 1–1       | 6–1          |  |
| 2017–18 | Ліга Європи                 | Другий кваліфікаційний раунд | Корк Сіті           | 1–0   | 1–0       | 2–0          |  |
| 2017–18 | Ліга Європи                 | Третій кваліфікаційний раунд | Динамо Мінськ       | 2–0   | 1–1       | 3–1          |  |
| 2017–18 | Ліга Європи                 | Плей-оф раунд                | Вікторія Пльзень    | 0–0   | 1–3       | 1–3          |  |
| 2018–19 | Ліга Європи                 | Другий кваліфікаційний раунд | Дандолк             | 4–0   | 0–0       | 4–0          |  |
| 2018–19 | Ліга Європи                 | Третій кваліфікаційний раунд | Штурм Грац          | 5–0   | 2–0       | 7–0          |  |
| 2018–19 | Ліга Європи                 | Плей-оф раунд                | Тренчин             | 3–0   | 1–1       | 4–1          |  |
| 2018–19 | Ліга Європи                 | Груповий етап (A)            | Баєр                | 1–5   | 2–4       | 3-є місце    |  |
| 2018–19 | Ліга Європи                 | Груповий етап (A)            | Лудогорець          | 1–1   | 0–0       | 3-є місце    |  |
| 2018–19 | Ліга Європи                 | Груповий етап (A)            | Цюрих               | 0–1   | 2–1       | 3-є місце    |  |
| 2019–20 | Ліга Європи                 | Перший кваліфікаційний раунд | Петрокуб            | 1–0   | 1–0       | 2–0          |  |
| 2019–20 | Ліга Європи                 | Другий кваліфікаційний раунд | Левські             | 3–0   | 4–0       | 7–0          |  |
| 2019–20 | Ліга Європи                 | Третій кваліфікаційний раунд | Гент                | 1–1   | 0–3       | 1–4          |  |